# Нестандартный вариант
Нестандартный вариант — белорусская рэп-команда из Борисова. В состав группы входят Мих и Базыль. Группа основала Nestanda Records, белорусскую рэп-студию, на которой записывался в том числе и ЛСП.

## История

### 1999
Группа «Нестандартный вариант» образовалась осенью 1998 года в городе Борисове. Первое выступление группы состоялось в минском клубе «Cosmopolitan» 8 апреля 1999 года. Эта дата считается днем рождения группы. Участниками группы в то время были: Василий «Базыль» Садковский, Дмитрий «Кузен» Кручок, Александр «DJ Шлаг» Шелягин, Михневич «Мих» Дмитрий и, самый младший, Павел «Огурец» Кульша, которому тогда было всего 14 лет.
Летом 1999 года «Кузен» был призван в армию, а «Огурец» был вынужден покинуть группу, в связи с постоянно возникавшими (из-за группы) конфликтами с отцом. «Нестандартный вариант» продолжил работать втроём. «Базыль» поступил в БНТУ на дневное отделение и переехал в Минск. «Мих» поступил в тот же БНТУ на заочное отделение и устроился на работу слесарем по ремонту штампов в прессовый цех Минского тракторного завода. DJ Шлаг остался работать в Борисове.
12 ноября 1999 года «Нестандартный вариант» выпустил дебютный live-альбом «Не по Госту», записанный в домашних условиях, как репетиционное демо. Официальный тираж составил всего 50 кассет. Параллельно группа начала активную концертную деятельность по городам Белоруссии.
На фестивале «Хип-Хоп Нация 1999», проходившем в минском клубе «Резервация», группа одержала победу в номинации «Лучшая молодая рэп-группа».

### 2000
2000 год «Нестандартный вариант» провел совместно с продюсером Алексеем Вороновым (позднее продюсер группы «Краски»). В этом же году Алексей Воронов выпустил первый в истории сборник белорусской рэп-музыки «Beat Sound #1», в который вошёл первый студийный трек «Нестандартного Варианта» — «Легче Станет».
На фестивале «Хип-Хоп Нация 2000» группа становится «Лучшей рэп-группой года».
В сентябре 2000 года «Нестандартный вариант» впервые выступил за пределами Беларуси — на крупнейшем хип-хоп фестивале СНГ — «Adidas Streetball Challenge 2000», проходившем в Москве. Там познакомились с такими российскими и украинскими командами, как: Каста, ЮГ, ТНМК, Дерево Жизни, D.O.B., Многоточие и др.
Группа впервые принимала участие в эфирах молодёжных теле- и радиопрограмм.
В связи со срочной службой в армии группу покидает DJ Шлаг.

### 2001—2003
Группа прекращает работу с Алексеем Вороновым и знакомится с однофамильцем звукорежиссером Олегом Вороновым, и вместе с ним на студии «Скат» записывают несколько треков для альбома «Не как Все…». Одними из первых были записаны «Бомж», «Холод» и «Не Последнее Слово», именно эти треки, впоследствии, высылались на конкурс рэп фестивалей СНГ.
В 2001 году в группу возвращается DJ Шлаг и переезжает в Минск. Совместно с Михом начинается работа над треком «Проездной».
В 2001 году начинает работу официальный сайт группы в Интернете по адресу: www.nestanda.nm.ru
В 2002 году «Нестандартный вариант» проходит конкурсные отборы и получает приглашение на участие в двух крупнейших рэп фестивалях России Rap Music’2002 (Санкт-Петербург) и Украины «In da House’2002».
Выходит легендарная серия сборников белорусского рэпа «Хип-Хоп Нация 1, 2, 3», на каждом из которых был представлен трек «Нестандартного Варианта».
Осенью 2002 года Михом, совместно с Фрэйдом «IQ48», Тимо и Small’ом, была создана Белорусская Рэп Ассоциация (БРАТ инфо), которая была направлена на развитие хип-хоп культуры в Беларуси.
29 сентября открылся официальный Интернет-портал БРАТ инфо по адресу: www.bratinfo.tk. Позднее портал перешел в надежные руки Мити Сказочника и Жени Le Freim’a и переехал на www.bratinfo.by.
Треки «Нестандартного Варианта» выходят на многих белорусских, российских, украинских и германских сборниках.
Идет работа над совместным треком «Паветраны Шар» (ремикс известной песни группы «N.R.M.»), в записи которого, помимо «Нестандартного Варианта», приняли участие «IQ48» и сам Лявон Вольский от «N.R.M.».

### 2004
Первый видеоклип группы «Не Последнее Слово», созданный молодым режиссёром Евгением (Лешим) Лещенко, появился на белорусских телеканалах.
Компания «West Records» выпустила дебютный студийный альбом «Не Как Все…» Альбом входил в десятку лидеров продаж среди белорусских музыкантов по Беларуси, среди таких как: «Ляпис Трубецкой», «N.R.M.», Серега, Л. Грибалева, А. Хлестов, и др.
Весной группа провела мини-тур из 10 концертов по крупнейшим городам Беларуси в поддержку альбома.
Официальный сайт переезжает на www.nestanda.com.
«Нестандартный вариант» принимал участие на хип-хоп фестивале «Кофемолка» в городе Чебоксары.
В городе Киеве на музыкальном телеканале «М1», в рамках передачи «Бурные Ночки», состоялось выступление группы в прямом эфире.
На проходившем в Минске рэп фестивале «Х-Х Session 2004», альбом «Не как все…» победил в номинации «Лучший рэп альбом 2004 г.». Трек «Не Последнее Слово» — «Лучшая песня в стиле Хип-Хоп 2004 г.».

### 2005
На телеканалах страны появляется клип «Разные Судьбы», того же Евгения (Лешего) Лещенко.
Группа много гастролирует по Белоруссии, Украине и России.
Мих заканчивает работу над текстовой частью нового альбома и параллельно готовит к выходу на «West Records» сборник белорусского рэпа «Брат info#1», в который входит трек «Видят Зло» из готовящегося альбома.
В ноябре группа «Нестандартный вариант» становится победителем музыкальной премии «Первого музыкального канала» — «Телепортация 2005», проходившей во Дворце Республики. Нестандартным в этом мероприятии было то, что к «красной дорожке» у входа во Дворец Республики, группа подъехала на огромном тракторе «Беларус 2522» со сдвоенными колесами, который выделил специально для этого мероприятия Генеральный директор ПО «МТЗ» А. А. Пуховой своим работникам — Михневичу Дмитрию и Садковскому Василию (Базыль также работает на минском тракторном).
Завершился 2005 год ещё одной победой — присуждением музыкальной награды «Лидер Продаж» (альбом «Не Как Все…») от компании «Мистерия Звука» в номинации «Релизы белорусских исполнителей рэпа и хип-хопа».

### 2006
Начало года было более чем удачным.
Сборник «Брат info#1» увидел свет. Грандиозный концерт-презентация диска состоялась в клубе «Реактор».
К списку видеоклипов «Нестандартного Варианта» добавилась третья работа Евгения (Лешего) Лещенко — клип на «Видят Зло». Все три видеоклипа находились в ротации «Первого музыкального канала».
Клип «Видят Зло» резко повысил популярность группы и, в доказательство этому, более 30 концертных выступлений в период с январь по март и приглашение для участия в съемках Белорусской «Песни Года 2006». Также несколько месяцев «Нестандартный вариант» находился в пятерке участников телепередачи «Серебряный Граммофон» на телеканале «ОНТ».
«Нестандартный вариант» приступает к написанию музыки для нового альбома. Дата релиза была запланирована на март 2007 года.
С этого момента начинается самый трудный период за всю историю «Нестандартного Варианта».
Трения в составе начались из-за явного стремления Миха на позицию лидера группы. Это выражалось частыми призывами к усиленной работе над профессионализмом и повышению дисциплины. К этому времени группа по-прежнему не имела ни продюсера, ни даже концертного директора. Все делали собственными силами.
Постепенно у DJ Шлага преобладает интерес к сольной работе в клубной музыке и работа в «Нестандартном Варианте» медленно, но переходит на второй план. После нескольких месяцев неохотной работы DJ Шлаг все же покидает группу. Выпуск альбома переносится на неопределенный срок.
«Нестандартный вариант» остаётся вдвоём.
Около трёх месяцев Мих провел в поисках нового DJ в группу. К сожалению, ни с кем так и не сработавшись, Мих решает писать музыку и аранжировки самостоятельно. Работа над альбомом так и не началась. «Нестандартный вариант» прекратил творческое существование, создавая лишь видимость редкими концертными выступлениями. В период с мая по август Мих изучает компьютерные программы по написанию музыки. Осенью появляются первые фонограммы, написанные Михом, для треков из нового альбома, такие как: «Зелёный Луг», «Еле Слышно», «Пока Молодой» и «Мама». Той же осенью Мих проектирует собственную студию, закупает в кредит оборудование и материалы.
Началось строительство, тем самым вновь полностью останавливая работу над альбомом в его же благо. С ноября 2006 года по январь 2007 года шло строительство студии, инсталляция оборудования и обучение звукорежиссёра, которым становится Руслан Гудиевский, участник группы «Неумолкаемые».

### 2007
Работа над альбомом возобновилась к февралю. Благодаря Руслану Гудиевскому, новые песни приобрели ещё больше нужной мелодичности и качества звучания аранжировок. Уже к концу мая было записано семь демоверсий треков нового альбома.
Женится Базыль.
По приглашению Sokolа («WWO», Польша) «Нестандартный вариант» принимает участие в записи от Беларуси в совместном славянском треке под названием «Nie lekcewaz nas» («Нельзя недооценивать нас»). Около 20 MC из 12 славянских стран присутствуют на этом треке. Россию представляет всем известный рэпер Лигалайз.
Осенью у Базыля родилась дочь Арина.
Осенью женится Мих.
К концу 2007 года новый альбом «Нестандартного Варианта» практически полностью готов к сведению, за исключением последнего трека «В Небе».

### 2008
В первых числах января Руслан Гудиевский резко, в один день, бросает многолетнее увлечение музыкой, работу звукорежиссёра, проект «Неумолкаемые» и незаконченный альбом «Нестандартного Варианта», полностью посвящая себя вере в Бога. Мих самостоятельно заканчивает работу над альбомом к августу.

### 2011
5-го ноября Мих сообщает о прекращении деятельности группы.

### 2019
12-го апреля в баре Beer&Wine в Минске состоялся концерт группы в честь двадцатилетия.

## Последний состав Нестандартного варианта
- Мих — Дмитрий Леонидович (родился 1 мая 1979 года в городе Толочин)
- Базыль — Василий Сергеевич Садковский (родился 25 июля 1980 года в городе Борисове)

## Дискография
- 1999 : (live-альбом) Нестандартный вариант — «Не по ГОСТу»
- 2004 : Нестандартный вариант — Не как все… / West Records /
- 2008 : Нестандартный вариант — Еле слышно / West Records /

## Видеоклипы
- «Не последнее слово Архивная копия от 20 января 2020 на Wayback Machine»
- «Разные судьбы Архивная копия от 18 апреля 2016 на Wayback Machine»
- «Видят зло Архивная копия от 4 июля 2020 на Wayback Machine»
- «Еле слышно Архивная копия от 6 марта 2016 на Wayback Machine»
- «Зеленый Луг Архивная копия от 14 декабря 2024 на Wayback Machine»